# Euphorbia akenocarpa
Euphorbia akenocarpa là một loài thực vật có hoa trong họ Đại kích. Loài này được Guss. mô tả khoa học đầu tiên năm 1821.